# Natalia Durán
Natalia Durán Velasco (Cali, 30 de enero de 1982) es una actriz, modelo y presentadora colombiana.

## Biografía

### Primeros años
Natalia Durán, nació el 30 de enero de 1982 en Cali. Su padre biológico es Fernando Segura quien falleció y su padre adoptivo es Mauricio Durán. Su mamá murió cuando Natalia Durán tenía la edad de 16 años.
Desde muy niña demostró su interés por ser astronauta, a los 9 años tenía muy claro que quería ser astrónoma y dado que en la Universidad Nacional de Colombia en Bogotá en el que había carreras de astronomía, su madre la llevaba a clases libres pero era para universitarios y ella con tan solo 9 años, veía sus clases con gente de 25-30 años.
A la edad de 17 años viajó a Londres para trabajar como modelo haciendo campañas para la marca Levi's.
Cuando cumplió los 18 años, Natalia Durán estudió astronomía en la Universidad Nacional de Colombia en Bogotá.

### Trayectoria
En 2001, hizo su debut en la serie Padres e hijos interpretando a Hari.
Fue modelo del video de la canción de La camisa negra, del cantante colombiano Juanes.
Estuvo en la telenovela colombiana A corazón abierto, adaptación colombiana de la serie estadounidense Grey's Anatomy interpretando a Cristina Solano. 
Natalia Durán ha participado en varias producciones tales como Corazones Blindados, La prepago y Secretos del paraíso, versión de la telenovela La maldición del paraíso, desempeñando su primer papel protagónico.
Natalia Durán se destaca por su labor social, actualmente apoya una fundación llamada Niños por un Nuevo Planeta, en donde apadrina a varios niños que han sido víctimas de maltrato y violencia sexual.

### Vida personal
Natalia Durán es madre de 3 hijos: Mia, Nina y Dante. Se ha casado dos veces, la primera con Juan Pablo Durán quien es un músico y un modelo colombiano y la segunda vez con Álvaro Gilibert que es un chef profesional, aunque de los dos se ha separado.

## Filmografía

### Televisión
| Año       | Título                 | Personaje                       |
| --------- | ---------------------- | ------------------------------- |
| 2024      | Rojo carmesí           | Helena Echavarría               |
| 2018-2019 | La ley del corazón     | Lorena Duque                    |
| 2018      | Madremonte             | MadreMonte                      |
| 2016      | Yo soy Franky          | Kassandra Ramírez               |
| 2016      | La viuda negra 2       |                                 |
| 2015      | Tiro de gracia         | Sandra Avilés 'La Vaquera'      |
| 2014-2015 | Secretos del paraíso   | Victoria Márquez                |
| 2013      | La prepago             | Carolina                        |
| 2012-2013 | Corazones Blindados    | Marcela Torres                  |
| 2011      | Mujeres asesinas       | Susana, la dueña de casa        |
| 2010-2011 | A corazón abierto      | Dra. Cristina Solano            |
| 2009      | Amor mentiras y vídeos | Isabel                          |
| 2008      | ¿Quién amará a María?  | Matilde (1 episodio)            |
| 2007-2008 | Sobregiro de amor      | Sandra Boscarán                 |
| 2006-2007 | Floricienta            | Delfina Santillán Torres-Oviedo |
| 2005-2006 | Los Reyes              | Keiko Miyamoto                  |
| 2001-2002 | Padres e hijos         | Hari                            |

### Concursos
| Año  | Título           | Rol          |
| ---- | ---------------- | ------------ |
| 2017 | Soldados 1.0     | Participante |
| 2015 | Tu cara me suena | Participante |

### Presentación
| Año       | Título     | Rol          |
| --------- | ---------- | ------------ |
| 2005-2006 | Estilo RCN | Presentadora |

### Cine
| Año  | Título                       | Personaje   |
| ---- | ---------------------------- | ----------- |
| 2018 | Una selfie con Timochenko    |             |
| 2017 | Los Oriyinales               | Mujer Rubía |
| 2016 | ¿Usted no sabe quién soy yo? |             |
| 2015 | El cartel de la papa         |             |
| 2015 | El ultimo aliento            | Grecia      |
| 2013 | De Rolling por Colombia      | Margarita   |
| 2010 | La Justa Medida              |             |
| 2008 | Punto fijo (corto)           | Tatiana     |
| 2008 | Defunct                      | Suzy Bobbin |

### Teatro
- A 2.50 La Cuba Libre (2011)
- Marranos
- Granujas
- El nombre

## Premios y nominaciones

### Premios India Catalina
| Año  | Categoría                                     | Telenovela o serie | Resultado |
| ---- | --------------------------------------------- | ------------------ | --------- |
| 2011 | Mejor actriz protagónica de serie o miniserie | A corazón abierto  | Nominada  |

### Premios TvyNovelas
| Año  | Categoría                        | Telenovela o serie  | Resultado |
| ---- | -------------------------------- | ------------------- | --------- |
| 2013 | Mejor actriz antagónica de serie | Corazones Blindados | Nominada  |
| 2012 | Mejor actriz de reparto de serie | A corazón abierto 2 | Nominada  |